# Alone Again (Naturally)

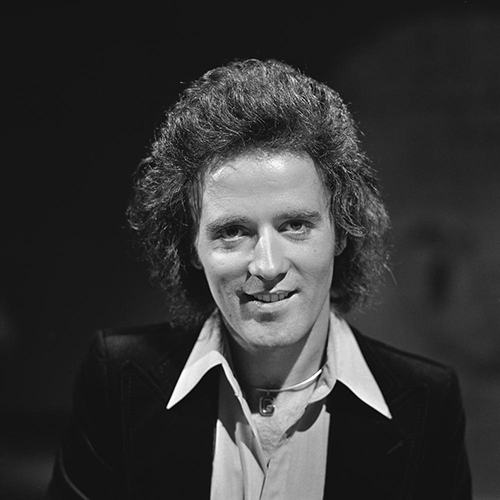
Gilbert O’Sullivan (1974)

Alone Again (Naturally) ist ein Lied des irischen Singer-Songwriters Gilbert O’Sullivan. Der 1971 aufgenommene Song wurde ein weltweiter Hit, der auf seinem zweiten Studioalbum Back to Front erschien.
Zwischen Ende Juli und Anfang September 1972 war die Single sechs Wochen lang auf Platz eins der Billboard Hot 100 in Amerika. Am Ende des Jahres belegte sie Platz zwei der Charts und verkaufte sich über zwei Millionen Mal.
Der Song wurde 1991 zu einem Präzedenzfall für die Musikindustrie, wonach das unerlaubte Sampeln von Musik eine Urheberrechtsverletzung darstellen kann.

## Liedtext
Alone Again (Naturally) ist eine melancholische, introspektive Ballade. In der ersten Strophe denkt der Sänger über Suizid nach, nachdem er am Altar verlassen wurde; in der zweiten fragt er sich, ob es einen Gott gibt; schließlich beklagt er den Tod seiner Eltern. 
O’Sullivan hat erklärt, dass das Lied nicht autobiografisch ist: seine Mutter lebte noch, als es geschrieben wurde, und er hatte kein enges Verhältnis zu seinem Vater, der grausam zu seiner Mutter war und starb, als der Sänger 11 Jahre alt war.

## Rezeption
Der Song wurde nach der Veröffentlichung oft im Radio gespielt und von der Kritik gelobt. O’Sullivan kommentierte: 

„Neil Diamond hat 'Alone Again (Naturally)' gecovert und gesagt, er könne nicht glauben, dass ein 21-Jähriger es geschrieben habe, aber für mich war es nur ein Song, den ich geschrieben hatte"“

Neil Sedaka sagte, als er den Song 2020 coverte, dass er sich wünschte, den Song selbst geschrieben zu haben, weil seine Komplexität eher typisch für jemanden sei, der viel älter als 21 ist.

## Urheberrechtsklage
Das Lied wurde Gegenstand eines Urheberrechtsfalls, der 1991 vor dem United States District Court for the Southern District of New York verhandelt wurde. O’Sullivan klagte gegen Biz Markie, nachdem der Rapper O’Sullivans Lied gesampelt hatte. Das Gericht entschied, dass Sampling ohne Erlaubnis eine Urheberrechtsverletzung darstellen kann. Das Urteil veränderte die Hip-Hop-Musikindustrie, indem es verlangte, dass das Sampling von Musik vorab von den Urheberrechtsinhabern genehmigt werden muss.

## Coverversionen
Es gibt rund 70 Coverversionen des Lieds.
Eine Aufnahme von Andy Williams war 1972 der Titelsong für die US-Veröffentlichung seines Albums mit Coversongs. Nina Simone hat den Song als Bonustrack auf der 1988 erschienenen Neuauflage ihres Albums Fodder on My Wings von 1982 aufgenommen. Simones Version hat einen geänderten Text, der sich auf ihre schwierige Beziehung zu ihrem verstorbenen Vater bezieht. Lazlo Banes Frontmann Chad Fischer, aus dem Animationsfilm Ice Age 3 von 2009 Dawn of the Dinosaurs. Fischers umgeschriebener Text thematisiert auf humorvolle Weise die Sehnsucht nach einer Eichel für das prähistorische Eichhörnchen. Diana Krall veröffentlichte eine Duettversion mit Michael Bublé auf ihrem 2015 erschienenen Album Wallflower. Vulfmon 2022 veröffentlichte eine Version mit dem Gesang von Monica Martin und der Flöte von Hailey Niswanger für sein Album Here We Go Jack aus dem Jahr.